# Пухар, Янко
Иван (Янко) Пухар (хорв. Ivan (Janko) Puhar; 1 апреля 1920, Волоско, Приморско-Горанская жупания — 27 мая 1985, Сплит) — югославский пловец. Участник летних Олимпийских игр 1948 года.

## Биография
Янко Пухар родился 1 апреля 1920 года в югославском городе Волоско (сейчас в Хорватии).
В 1947 году участвовал в чемпионате Европы по плаванию в Монте-Карло. На дистанции 400 метров вольным стилем занял 6-е место с результатом 5 минут 1,4 секунды. В эстафете 4х200 метров вольным стилем сборная Югославии, за которую также выступали Звонко Клеман, Борис Шканата и Марое Милосавич, не добралась до финала.
В 1948 году вошёл в состав сборной Югославии на летних Олимпийских играх в Лондоне. На дистанции 400 метров вольным стилем занял в четвертьфинале 3-е место (5.00,8), в полуфинале — 6-е место (4.58,7), уступив 1,4 секунды попавшему в финал с 4-го места Альфреду Янторно из Аргентины. На дистанции 1500 метров вольным стилем занял в четвертьфинале последнее, 5-е место (21.45,1), уступив 1 минуту 8,8 секунды попавшему в полуфинал с 3-го места Рольфу Кестенеру из Бразилии. В эстафете 4х200 метров вольным стилем сборная Югославии, за которую также выступали Ваня Илич, Цирил Пелхан и Бранко Видович, в полуфинале заняла 2-е место (9.12,4), в финале — 5-е место (9.14,0), проиграв 28 секунд завоевавшей золото с мировым рекордом сборной США.
Умер 27 мая 1985 года в югославском городе Сплит (сейчас в Хорватии).